# خانه حاج غلامرضا بادلی
خانه حاج غلامرضا بادلی مربوط به دوره پهلوی است و در شهرستان گرگان، بخش مرکزی، دهستان استرآبادجنوبی، روستای زیارت واقع شده و این اثر در تاریخ ۲۲ آبان ۱۳۸۶ با شمارهٔ ثبت ۲۰۰۴۹ به‌عنوان یکی از آثار ملی ایران به ثبت رسیده است.